# Чакон-и-Микелена, Карлос де
Карлос де Чакон-и-Микелена (исп. Carlos de Chacón y Michelena; род. 1816, Мадрид, Испания — 17 сентября 1863, Кадис, Испания) — губернатор Испанской Гвинеи в 1858—1859 годах.

## Биография
Его родителями были Франсиско Хавьер Чакон-и-дель-Валье и Мария Рита де Микелена-и-Морено де Мендоса. В 1833 году поступил в морскую гвардию. В нем он плавал на кораблях Гвадалете, Марте, Ресторасьон и Эсперанса, путешествовал на Антильские острова. В 1836 году он был назначен подпоручиком морского артиллерийского дивизиона, через год произведен в чин лейтенанта. Он был помощником военно-морских сил и руководил отрядом Португалете. Он участвовал в Первой Карлистской войне до 1839 года, когда присоединился к Генеральному корпусу в качестве корабельного лейтенанта. Под его командованием находились следующие корабли: «Соберано», «Изабель II» и «Кортес». В 1843 году он был произведен в корабельные лейтенанты. В качестве профессора Военно-морского колледжа он путешествовал на «Изабелле II» на Кубу. В 1856 году он дослужился до чина капитана и вернулся в Морское училище, чтобы работать учителем. Затем он едет на Васко Нуньес де Бальбоа на остров Фернандо Пу, первым губернатором которого он был. 1 августа 1858 года он принял командование морской дивизией Гвинейского залива. В 1859 году он получил звание капитана корабля и переехал в Пуэрто-Карденас, Куба. В 1862 году он вернулся на полуостров. Он умер в возрасте 47 лет.